# Amphiuma
Amphiuma er en halepaddeslægt. De kaldes også congoål eller congoslanger, som er zoologisk forkerte benævnelser. De skyldes, at man i slavetiden troede, at de kom fra Congo (Afrika) med slaverne. Og slaverne troede, at det var en giftslange fra Congo. De kan bide ret hårdt. De fløjter, når de bliver forstyrret.
Amphiuma og armpadder (Sirenidae) har samme udbredelse, selvom de ikke er tæt beslægtede. De lever i det sydøstlige USA.
Benene eksisterer, men er små; Amphiuma er op til 1 m lange, men deres ben er kun 2 cm. Derfor ligner de  ål. 
Om dagen gemmer Amphiuma sig på land i vegetation, og om natten bliver de aktive og "går" på jagt. Deres bytte er frøer, slanger, fisk, krebsdyr og insekter. De kan findes i grøfter og snoede floder over hele det sydøstlige USA. Faktisk ruller de sig om nogle af deres bytte.
Amphiuma i larvestadiet har udvendige gæller. Efter fire måneder forsvinder gællerne, og lungerne begynder at virke. Et par gællespalter bliver tilbage og forsvinder aldrig, så metamorfosen er ufuldstændig.
I jordens fortid var amphiuma mere udbredt. Fossiler fra den pleistocæne epoke viser, at de var udbredt i Europa.
Der er tre amphiumaarter, som skelnes på antallet af tæer:
- 3-tået Amphiuma (Amphiuma tridactylum)
- 2-tået Amphiuma (Amphiuma means)
- 1-tået Amphiuma (Amphiuma pholeter)